# Branco (calciatore)
Branco, pseudonimo di Cláudio Ibrahim Vaz Leal (Bagé, 4 aprile 1964), è un ex calciatore e allenatore di calcio brasiliano, di ruolo difensore. Campione del Mondo con la nazionale brasiliana nel 1994.

## Caratteristiche tecniche

### Giocatore
Giocava come laterale sinistro. Era dotato di un tiro molto potente, spesso sfruttato nei calci di punizione, dove riusciva a imprimere al pallone traiettorie a effetto.

## Carriera

### Giocatore

#### Club

Branco (a destra) in azione al Brescia nel 1986, inseguito dal napoletano De Napoli.

Si formò calcisticamente nel Guarany di Bagé, squadra della sua città natale, e nell'Internacional di Porto Alegre; venne ingaggiato nel 1982 dalla Fluminense, con cui esordì in massima divisione brasiliana nella stagione 1983: la sua prima annata in prima categoria lo vide scendere in campo per 9 volte, durante le quali riuscì a segnare un gol, il 19 febbraio contro il Tiradentes; quattro giorni dopo, il 23 febbraio, fu espulso per la prima volta, nella gara con il CSA. Nel 1984 vince il campionato nazionale, giocando da titolare per un totale di 21 partite.
Nel 1985 disputò il suo ultimo torneo completo con il Fluminense: 16 presenze, senza gol. Nel 1986 iniziò la sua esperienza europea tra le file del Brescia, in Italia; con la Leonessa giocò due stagioni, per un totale di 50 presenze. Venne poi ingaggiato dal Porto, club portoghese dove vinse il campionato 1989-90 e la Supercoppa di Portogallo nel 1990. Nel novembre dello stesso anno è acquistato dal Genoa, dove raggiunse una storica qualificazione alla coppa UEFA per la compagine rossoblu al termine della stagione. Una sua rete segnata su punizione in un derby venne raffigurata in numerose cartoline natalizie che i genoani spedirono ai sampdoriani per sbeffeggiarli.
Lascia il Grifone nel 1993 per proseguire la carriera tornando in patria, tra le file del Gremio, del Fluminense, del Flamengo e dell'Internacional. Queste sono tutte esperienze di una sola stagione di durata. Dopo quattro anni in Brasile, Branco tornò in Europa, in Inghilterra tra le file del Middlesbrough. In Inghilterra rimase due stagioni, retrocedendo nella prima annata in Football League Championship, la seconda divisione inglese.
Branco decise di tornare in patria al Mogi Mirim nel 1997, ma il N.Y./N.J. MetroStars lo convince sempre nello stesso anno a tentare l'avventura americana. L'esperienza negli Stati Uniti sarà breve, con sole undici presenze ed un gol, tornando già l'anno successivo alla Fluminense dove chiuderà la carriera.

#### Nazionale
Con la maglia del Brasile ha totalizzato 72 presenze e 9 gol. Ha giocato titolare nella sua nazionale per tre mondiali, quelli del 1986, del 1990 e del 1994. Con i verde-oro vince la Copa América 1989 organizzata proprio in Brasile.
Il 20 giugno 1990, con un potente tiro su calcio di punizione, mandò all'ospedale per forte trauma cranico un giocatore della nazionale scozzese, Murdo MacLeod, che, schierato in barriera, aveva tentato di colpire il pallone di testa. Nella Copa América 1991, con la sua nazionale si classificò al secondo posto dietro l'Argentina. Al campionato del mondo 1994 segnò un gol su punizione nel quarto di finale tra Brasile e Paesi Bassi, e mise a segno il terzo rigore della serie brasiliana nella finale contro l'Italia.

## Statistiche

### Cronologia presenze e reti in nazionale
| Cronologia completa delle presenze e delle reti in nazionale ― Brasile | Cronologia completa delle presenze e delle reti in nazionale ― Brasile | Cronologia completa delle presenze e delle reti in nazionale ― Brasile | Cronologia completa delle presenze e delle reti in nazionale ― Brasile | Cronologia completa delle presenze e delle reti in nazionale ― Brasile | Cronologia completa delle presenze e delle reti in nazionale ― Brasile | Cronologia completa delle presenze e delle reti in nazionale ― Brasile | Cronologia completa delle presenze e delle reti in nazionale ― Brasile |
| Data                                                                   | Città                                                                  | In casa                                                                | Risultato                                                              | Ospiti                                                                 | Competizione                                                           | Reti                                                                   | Note                                                                   |
| ---------------------------------------------------------------------- | ---------------------------------------------------------------------- | ---------------------------------------------------------------------- | ---------------------------------------------------------------------- | ---------------------------------------------------------------------- | ---------------------------------------------------------------------- | ---------------------------------------------------------------------- | ---------------------------------------------------------------------- |
| 25-4-1985                                                              | Belo Horizonte                                                         | Brasile                                                                | 2 – 1                                                                  | Colombia                                                               | Amichevole                                                             | -                                                                      |                                                                        |
| 28-4-1985                                                              | Brasilia                                                               | Brasile                                                                | 0 – 1                                                                  | Perù                                                                   | Amichevole                                                             | -                                                                      |                                                                        |
| 2-5-1985                                                               | Recife                                                                 | Brasile                                                                | 2 – 0                                                                  | Uruguay                                                                | Amichevole                                                             | -                                                                      |                                                                        |
| 5-5-1985                                                               | Salvador                                                               | Brasile                                                                | 2 – 1                                                                  | Argentina                                                              | Amichevole                                                             | -                                                                      |                                                                        |
| 15-5-1985                                                              | Bogotà                                                                 | Colombia                                                               | 1 – 0                                                                  | Brasile                                                                | Amichevole                                                             | -                                                                      |                                                                        |
| 1-4-1986                                                               | São Luís                                                               | Brasile                                                                | 4 – 0                                                                  | Perù                                                                   | Amichevole                                                             | -                                                                      | Uscita                                                                 |
| 8-4-1986                                                               | Goiânia                                                                | Brasile                                                                | 3 – 0                                                                  | Germania Est                                                           | Amichevole                                                             | -                                                                      |                                                                        |
| 17-4-1986                                                              | Brasilia                                                               | Brasile                                                                | 3 – 0                                                                  | Finlandia                                                              | Amichevole                                                             | -                                                                      |                                                                        |
| 30-4-1986                                                              | Recife                                                                 | Brasile                                                                | 4 – 2                                                                  | Jugoslavia                                                             | Amichevole                                                             | -                                                                      |                                                                        |
| 1-6-1986                                                               | Guadalajara                                                            | Spagna                                                                 | 0 – 1                                                                  | Brasile                                                                | Mondiali 1986 - 1º turno                                               | -                                                                      | 82’                                                                    |
| 6-6-1986                                                               | Guadalajara                                                            | Algeria                                                                | 0 – 1                                                                  | Brasile                                                                | Mondiali 1986 - 1º turno                                               | -                                                                      |                                                                        |
| 12-6-1986                                                              | León                                                                   | Brasile                                                                | 3 – 0                                                                  | Irlanda del Nord                                                       | Mondiali 1986 - 1º turno                                               | -                                                                      |                                                                        |
| 16-6-1986                                                              | Guadalajara                                                            | Brasile                                                                | 4 – 0                                                                  | Polonia                                                                | Mondiali 1986 - Ottavi di finale                                       | -                                                                      |                                                                        |
| 21-6-1986                                                              | Guadalajara                                                            | Brasile                                                                | 1 – 1 dts (3 – 4 dtr)                                                  | Francia                                                                | Mondiali 1986 - Quarti di finale                                       | -                                                                      |                                                                        |
| 8-6-1989                                                               | Porto Alegre                                                           | Brasile                                                                | 4 – 0                                                                  | Portogallo                                                             | Amichevole                                                             | -                                                                      | 66’                                                                    |
| 16-6-1989                                                              | Copenaghen                                                             | Brasile                                                                | 1 – 2                                                                  | Svezia                                                                 | Amichevole                                                             | -                                                                      |                                                                        |
| 18-6-1989                                                              | Copenaghen                                                             | Danimarca                                                              | 4 – 0                                                                  | Brasile                                                                | Amichevole                                                             | -                                                                      | 64’                                                                    |
| 21-6-1989                                                              | Basilea                                                                | Svizzera                                                               | 1 – 0                                                                  | Brasile                                                                | Amichevole                                                             | -                                                                      | 80’                                                                    |
| 1-7-1989                                                               | Salvador                                                               | Brasile                                                                | 3 – 1                                                                  | Venezuela                                                              | Coppa America 1989 - 1º turno                                          | -                                                                      |                                                                        |
| 3-7-1989                                                               | Salvador                                                               | Brasile                                                                | 0 – 0                                                                  | Perù                                                                   | Coppa America 1989 - 1º turno                                          | -                                                                      | 59’                                                                    |
| 7-7-1989                                                               | Salvador                                                               | Brasile                                                                | 0 – 0                                                                  | Colombia                                                               | Coppa America 1989 - 1º turno                                          | -                                                                      |                                                                        |
| 9-7-1989                                                               | Recife                                                                 | Brasile                                                                | 2 – 0                                                                  | Paraguay                                                               | Coppa America 1989 - 1º turno                                          | -                                                                      | 26’                                                                    |
| 12-7-1989                                                              | Rio de Janeiro                                                         | Brasile                                                                | 2 – 0                                                                  | Argentina                                                              | Coppa America 1989 - 2º turno                                          | -                                                                      |                                                                        |
| 14-7-1989                                                              | Rio de Janeiro                                                         | Brasile                                                                | 3 – 0                                                                  | Paraguay                                                               | Coppa America 1989 - 2º turno                                          | -                                                                      |                                                                        |
| 16-7-1989                                                              | Rio de Janeiro                                                         | Brasile                                                                | 1 – 0                                                                  | Uruguay                                                                | Coppa America 1989 - 2º turno                                          | -                                                                      | 38’                                                                    |
| 23-7-1989                                                              | Rio de Janeiro                                                         | Brasile                                                                | 1 – 0                                                                  | Giappone                                                               | Amichevole                                                             | -                                                                      | 46’                                                                    |
| 30-7-1989                                                              | Caracas                                                                | Venezuela                                                              | 0 – 4                                                                  | Brasile                                                                | Qual. Mondiali 1990                                                    | 1                                                                      | 77’ 78’                                                                |
| 13-8-1989                                                              | Santiago del Cile                                                      | Cile                                                                   | 1 – 1                                                                  | Brasile                                                                | Qual. Mondiali 1990                                                    | -                                                                      | 9’                                                                     |
| 20-8-1989                                                              | San Paolo                                                              | Brasile                                                                | 6 – 0                                                                  | Venezuela                                                              | Qual. Mondiali 1990                                                    | -                                                                      |                                                                        |
| 3-9-1989                                                               | Rio de Janeiro                                                         | Brasile                                                                | 2 – 0                                                                  | Cile                                                                   | Qual. Mondiali 1990                                                    | -                                                                      |                                                                        |
| 20-12-1989                                                             | Rotterdam                                                              | Paesi Bassi                                                            | 0 – 1                                                                  | Brasile                                                                | Amichevole                                                             | -                                                                      |                                                                        |
| 28-3-1990                                                              | Londra                                                                 | Inghilterra                                                            | 1 – 0                                                                  | Brasile                                                                | Amichevole                                                             | -                                                                      |                                                                        |
| 5-5-1990                                                               | Campinas                                                               | Brasile                                                                | 2 – 1                                                                  | Bulgaria                                                               | Amichevole                                                             | -                                                                      | 75’                                                                    |
| 13-5-1990                                                              | Rio de Janeiro                                                         | Brasile                                                                | 3 – 3                                                                  | Germania Est                                                           | Amichevole                                                             | -                                                                      | 61’                                                                    |
| 10-6-1990                                                              | Torino                                                                 | Brasile                                                                | 2 – 1                                                                  | Svezia                                                                 | Mondiali 1990 - 1º turno                                               | -                                                                      | 60’                                                                    |
| 16-6-1990                                                              | Torino                                                                 | Brasile                                                                | 1 – 0                                                                  | Costa Rica                                                             | Mondiali 1990 - 1º turno                                               | -                                                                      |                                                                        |
| 20-6-1990                                                              | Torino                                                                 | Brasile                                                                | 1 – 0                                                                  | Scozia                                                                 | Mondiali 1990 - 1º turno                                               | -                                                                      |                                                                        |
| 24-6-1990                                                              | Torino                                                                 | Brasile                                                                | 0 – 1                                                                  | Argentina                                                              | Mondiali 1990 - Ottavi di finale                                       | -                                                                      |                                                                        |
| 28-5-1991                                                              | Uberlândia                                                             | Brasile                                                                | 3 – 1                                                                  | Bulgaria                                                               | Amichevole                                                             | -                                                                      | 72’                                                                    |
| 27-6-1991                                                              | Curitiba                                                               | Brasile                                                                | 1 – 1                                                                  | Argentina                                                              | Amichevole                                                             | -                                                                      | 79’                                                                    |
| 9-7-1991                                                               | Viña del Mar                                                           | Brasile                                                                | 2 – 1                                                                  | Bolivia                                                                | Coppa America 1991 - 1º turno                                          | 1                                                                      |                                                                        |
| 11-7-1991                                                              | Viña del Mar                                                           | Brasile                                                                | 1 – 1                                                                  | Uruguay                                                                | Coppa America 1991 - 1º turno                                          | -                                                                      |                                                                        |
| 13-7-1991                                                              | Viña del Mar                                                           | Colombia                                                               | 2 – 0                                                                  | Brasile                                                                | Coppa America 1991 - 1º turno                                          | -                                                                      | Ammonizione                                                            |
| 15-7-1991                                                              | Viña del Mar                                                           | Brasile                                                                | 3 – 1                                                                  | Ecuador                                                                | Coppa America 1991 - 1º turno                                          | -                                                                      |                                                                        |
| 17-7-1991                                                              | Santiago del Cile                                                      | Argentina                                                              | 3 – 2                                                                  | Brasile                                                                | Coppa America 1991 - 2º turno                                          | 1                                                                      |                                                                        |
| 19-7-1991                                                              | Santiago del Cile                                                      | Brasile                                                                | 2 – 0                                                                  | Colombia                                                               | Coppa America 1991 - Girone finale                                     | 1                                                                      | Ammonizione                                                            |
| 21-7-1991                                                              | Santiago del Cile                                                      | Brasile                                                                | 2 – 0                                                                  | Cile                                                                   | Coppa America 1991 - Girone finale                                     | -                                                                      | , 74’                                                                  |
| 17-5-1992                                                              | Londra                                                                 | Inghilterra                                                            | 1 – 1                                                                  | Brasile                                                                | Amichevole                                                             | -                                                                      |                                                                        |
| 26-8-1992                                                              | Parigi                                                                 | Francia                                                                | 0 – 2                                                                  | Brasile                                                                | Amichevole                                                             | -                                                                      | Ammonizione                                                            |
| 16-12-1992                                                             | Porto Alegre                                                           | Brasile                                                                | 3 – 1                                                                  | Germania                                                               | Amichevole                                                             | -                                                                      |                                                                        |
| 18-2-1993                                                              | Buenos Aires                                                           | Argentina                                                              | 1 – 1                                                                  | Brasile                                                                | Amichevole                                                             | -                                                                      | Ammonizione                                                            |
| 6-6-1993                                                               | New Haven                                                              | Stati Uniti                                                            | 0 – 2                                                                  | Brasile                                                                | U.S. Cup 1993                                                          | -                                                                      | 46’                                                                    |
| 10-6-1993                                                              | Washington                                                             | Brasile                                                                | 3 – 3                                                                  | Germania                                                               | U.S. Cup 1993                                                          | -                                                                      | 81’                                                                    |
| 14-7-1993                                                              | Rio de Janeiro                                                         | Brasile                                                                | 2 – 0                                                                  | Paraguay                                                               | Amichevole                                                             | 1                                                                      |                                                                        |
| 18-7-1993                                                              | Quito                                                                  | Ecuador                                                                | 0 – 0                                                                  | Brasile                                                                | Qual. Mondiali 1994                                                    | -                                                                      |                                                                        |
| 1-8-1993                                                               | San Cristóbal                                                          | Venezuela                                                              | 1 – 5                                                                  | Brasile                                                                | Qual. Mondiali 1994                                                    | 1                                                                      |                                                                        |
| 8-8-1993                                                               | Maceió                                                                 | Brasile                                                                | 1 – 1                                                                  | Messico                                                                | Amichevole                                                             | -                                                                      | Ammonizione                                                            |
| 15-8-1993                                                              | Montevideo                                                             | Uruguay                                                                | 1 – 1                                                                  | Brasile                                                                | Qual. Mondiali 1994                                                    | -                                                                      |                                                                        |
| 22-8-1993                                                              | San Paolo                                                              | Brasile                                                                | 2 – 0                                                                  | Ecuador                                                                | Qual. Mondiali 1994                                                    | -                                                                      | 75’                                                                    |
| 29-8-1993                                                              | Recife                                                                 | Brasile                                                                | 6 – 0                                                                  | Bolivia                                                                | Qual. Mondiali 1994                                                    | 1                                                                      |                                                                        |
| 5-9-1993                                                               | Belo Horizonte                                                         | Brasile                                                                | 4 – 0                                                                  | Venezuela                                                              | Qual. Mondiali 1994                                                    | -                                                                      |                                                                        |
| 19-9-1993                                                              | Rio de Janeiro                                                         | Brasile                                                                | 2 – 0                                                                  | Uruguay                                                                | Qual. Mondiali 1994                                                    | -                                                                      | Ammonizione                                                            |
| 17-11-1993                                                             | Colonia                                                                | Germania                                                               | 2 – 1                                                                  | Brasile                                                                | Amichevole                                                             | -                                                                      | Ammonizione                                                            |
| 16-12-1993                                                             | Guadalajara                                                            | Messico                                                                | 0 – 1                                                                  | Brasile                                                                | Amichevole                                                             | -                                                                      | 46’                                                                    |
| 23-3-1994                                                              | Recife                                                                 | Brasile                                                                | 2 – 0                                                                  | Argentina                                                              | Amichevole                                                             | -                                                                      | 46’                                                                    |
| 4-5-1994                                                               | Florianópolis                                                          | Brasile                                                                | 3 – 0                                                                  | Islanda                                                                | Amichevole                                                             | -                                                                      | 64’                                                                    |
| 12-6-1994                                                              | Fresno                                                                 | El Salvador                                                            | 0 – 4                                                                  | Brasile                                                                | Amichevole                                                             | -                                                                      | 46’                                                                    |
| 9-7-1994                                                               | Dallas                                                                 | Paesi Bassi                                                            | 2 – 3                                                                  | Brasile                                                                | Mondiali 1994 - Quarti di finale                                       | 1                                                                      | 90’                                                                    |
| 13-7-1994                                                              | Pasadena                                                               | Svezia                                                                 | 0 – 1 dts                                                              | Brasile                                                                | Mondiali 1994 - Semifinale                                             | -                                                                      |                                                                        |
| 17-7-1994                                                              | Pasadena                                                               | Brasile                                                                | 0 – 0 dts (3 – 2 dtr)                                                  | Italia                                                                 | Mondiali 1994 - Finale                                                 | -                                                                      |                                                                        |
| 23-12-1994                                                             | Porto Alegre                                                           | Brasile                                                                | 2 – 0                                                                  | Jugoslavia                                                             | Amichevole                                                             | 1                                                                      |                                                                        |
| 22-2-1995                                                              | Fortaleza                                                              | Brasile                                                                | 5 – 0                                                                  | Slovacchia                                                             | Amichevole                                                             | -                                                                      | Uscita                                                                 |
| Totale                                                                 |                                                                        | Presenze                                                               | 72                                                                     |                                                                        | Reti                                                                   | 9                                                                      |                                                                        |

## Palmarès

### Giocatore

#### Club
- Campionato brasiliano: 1

Fluminense: 1984
- Campionato portoghese: 1

Porto: 1989-1990
- Supercoppa di Portogallo: 1

Porto: 1990

#### Nazionale
- Coppa America: 1

Brasile 1989
- Campionato mondiale: 1

Stati Uniti 1994